# ジョージ・ゲイロード・シンプソン
ジョージ・ゲイロード・シンプソン（George Gaylord Simpson, 1902年6月16日 - 1984年10月6日）はアメリカ合衆国の古生物学者。哺乳類の絶滅種と大陸間の拡散を専門とした。シンプソンは20世紀における現代の総合に貢献した中で最も影響力のある古生物学者であった。その貢献の中には1944年の『Tempo and Mode in Evolution（進化のテンポとモード）』と1945年の『Principles of Classification and a Classification of Mammals（分類学の原理と哺乳類の分類）』が含まれる。
1944年の『進化の速度と様式』では後の断続平衡説のような概念を予期しており、ウマの進化が現代のEquus caballusを頂点とする線形で定向的なプロセスだったという神話を払拭することにつとめた。
シンプソンはコロンビア大学の動物学教授で、1945年から1959年までアメリカ自然史博物館の地質学と古生物学館の館長であった。1959年から1970年までハーバード大学の比較動物学博物館の館長を務めた。その後1982年に定年退職するまでアリゾナ大学の地質科学教授を務めた。1962年にダーウィンメダル、1965年にアメリカ国家科学賞を受賞した。

## Tempo and Mode
1944年の著書『Tempo and Mode in Evolution（進化のテンポとモード）』でシンプソンは集団遺伝学によって説明される小進化が古生物学で発見される大進化のパターンを説明するのに十分であると論じた。テンポの研究には「進化[的変化]の率、加速と減速、例外的に早いか例外的に遅い場合の条件」などが含まれる。モードの研究には「進化のパターン、方法、様式」などが含まれる。
シンプソンはさらにいくつかの特徴のある一般化を引き出そうと試みた。
- 進化のテンポはモードについての情報を与えてくれる
- 複数のテンポ（緩やかな、急速な、標準的な進化）は化石記録の中に発見される
- そのような古生物学の事実は自然選択の遺伝的理論と合致している。さらに定向進化説、ラマルク説、突然変異圧説、跳躍説はいずれも間違っているか、進化でほとんど役割を持たない。
- ほとんどの進化的変化（9割ほど）は集団全てが安定して変化することで引き起こされる。これはエルンスト・マイヤーの種分化の理論の解釈とは対称的である。
- 化石記録における進化的変化の証拠の欠如は、まず化石記録の残りにくさによって、次に量子進化によって上手く説明できる。量子進化はシーウォル・ライトの遺伝的浮動理論に高まった。

1994年にアメリカ科学アカデミーは『進化のテンポとモード：シンプソン後50年の遺伝学と古生物学』をフランシスコ・J・アヤラとウォルター・フィッチの編集により出版した。

## 引用
| 「 | 人は人のことなど考えていなかった無目的で自然のプロセスの産物である | 」 |

| 「 | 私は進化が専門であるのでそれが最高に重要だとは思わないが、最高に重要だと思うのでそれが私の専門である | 」 |

| 「 | 変移型の規則的な欠如は哺乳類に限らず、一般的な現象である。それは昔から古生物学者によって指摘されてきた | 」 |

## 著作

### 日本語訳書
- 『ダーウィン入門―われわれはダーウィンを超えたか』どうぶつ社 自然誌選書 1987年
- 『馬と進化』どうぶつ社 自然誌選書 1989年
- 『恐竜と生きた男』徳間書店 1997年 スティーヴン・ジェイ・グールドとの共著（小説）

### 原書
- Attending Marvels (1931)
- Mammals and Land Bridges (1940)
- Tempo and Mode in Evolution (1944)
- The Meaning of Evolution (1949)
- Horses (1951)
- Evolution and Geography (1953)
- The Major Features of Evolution (1953)
- Life: An Introduction to Biology (1957)
- Principles of Animal Taxonomy (1961)
- This View of Life (1964)
- The Geography of Evolution (1965)
- Penguins (1976)
- Concession to the Improbable (1978)
- Splendid Isolation (1980)
- The Dechronization of Sam Magruder (posthumously published novella, 1996)